# 長内蝶眠
蝶眠（ちょうみん、1975年 - ）は、北海道を拠点に活動する、大阪府大阪市天王寺区出身の左利きの書家。別号は他に樹里庵山人、道椿居士。

## 略歴
少年時代に一時いわゆる不良となり「ミナミのゴテカズ」の異名を取る不良少年だったが、更生して大学を卒業（大学名は本人の意向により非公開）。
郵政の公務員となって横浜市へ移住した1998年から東京の盆栽園にて修業を積み、2002年に独立。
その後は北海道札幌市に移住。
2002年から「蝶眠」の雅号を使用しており、雅号である蝶眠の由来については荘子の「蝴蝶の夢」の記述から採用した、と公式プロフィールに記載がある。
当時、27歳という若さで盆栽の個展を開催。その後2004年までに3度の個展を開催。
一切の賞レースに加わらずフリーでの活動が中心であった。
また環境省レッドデータによる絶滅危惧種の植物の保護、保存や繁殖活動を個人で無償で行なっており、植物の専門家の視点から緑化に関する提言を行う。
2011年、東日本大震災のあと日課で始めた書がブログの一部ユーザーの間で話題となり、2012年より本格的活動を開始。
2012年、約10年間に及ぶ盆栽作家としての活動を休止し、盆栽の世界を離れた。
「独学で学んだ」とされる書法だが、書法の系統では飯尾常房を祖とする飯尾流、または鳥飼宗慶を祖とする鳥飼流（鳥養流とも書く）に近い系譜とされる。
代表作「帰雲至春」（個人蔵）、一日一字シリーズ（個人蔵）はインターネットのユーザーから高い評価を受けている。
通常、右利きがほとんどの書家の世界にあって、異色の左利きの書家としての活動が中心となっている。
作品数は少なく、そのほとんどは小品の作品が大多数を占めている。
作品のジャンルは漢書をはじめ仮名書、少数ながら英文の作品もある。

## 作品の特徴と解説
- いわゆる蝶眠式書法と呼ばれる作品群に共通する特徴として、「緩急法」がある。
- 緩急法とは、筆速をリズムを変調で刻むように速めたり遅めたりすることで、独特の躍動感ある表現をする技法である。

## 逸話と素顔
- 本人曰く「阪神大震災の生き残り」であったからか、東日本大震災に際し被災地に桜を送る「桜プロジェクト」を展開しており、被災地に対し感情を持っていた側面が見られる。
- 公式ツイッター所収の「蝶眠語録」によると「あれこれ悩まずにひょいと飛んだら存外うまくゆく」と、楽観的な思想の持ち主の一面がある。
- 本人肉筆による水墨画が公式ブログに所載されており、器用な人物像がうかがわれる。
- 書法で弟子や派閥を作らず、接したことがある書道愛好家の談話として、「一種の放言癖があり、敵も多いが味方も多く、その精神は蘇軾に近いものがあった」とある。

## 活動状況
- 活動状況については蝶眠公式ホームページの他、2010年1月以来である公式ブログなど、さまざまな媒体で情報を得ることが可能である。